# 임상필
임상필(任尙弼, 1956년 11월 11일 ~ )은 대한민국의 제11대 제주특별자치도의원이다. 

## 학력
- 예래국민학교 21회 졸업
- 중문중학교 21회 졸업
- 중문종합고등학교 6회 졸업
- 제주대학교 행정대학원 지방자치 석사 졸업

## 경력
- 서귀포시 농정·감귤담당
- 서귀포시 감귤박물관 운영사업소장
- 효돈동 동장
- 제주특별자치도 감귤특작과장
- 농업기술원 총무과장
- 중문동 JC 회원
- 중문동 JC 특우회원
- 중문라이온스클럽 회원
- 더불어민주당 정책위원회 부의장
- 2018.07 ~ 2019.07 제11대 제주특별자치도의회 의원
- 2018.07 ~ 2019.07 제11대 제주특별자치도의회 전반기 농수축경제위원회 위원
- 2018.07 ~ 2019.07 제11대 제주특별자치도의회 전반기 예산결산특별위원회 위원
- 2018.10 ~ 2018.10 제11대 제주특별자치도의회 농수축경제위원회 행정사무감사행정사무감사 위원
- 2019.10 ~ 2019.10 제11대 제주특별자치도의회 농수축경제위원회 행정사무감사행정사무감사 위원

## 공직선거법 위반
더불어민주당 임상필 의원은 배우자가 공직선거법상 매수 혐의로 기소되어 징역 1년에 집행유예 2년을 선고받았다. 참고로 배우자가 300만원 이상의 벌금형이 확정될 경우에도 당선무효형에 해당된다. 이 경우 피선거권 제한은 받지 않으나, 통칭 '맹형규법'에 의해 재보선에 바로 나갈 수는 없다. 2019년 9월 11일 항소심에서도 당선무효형을 선고받았다. 2019년 11월 28일에 당선무효가 확정됐다.

## 역대 선거 결과
| 실시년도 | 선거      | 대수 | 직책   | 선거구                                    | 정당         | 득표수  | 득표율          | 순위 | 당락 | 비고           |
| -------- | --------- | ---- | ------ | ----------------------------------------- | ------------ | ------- | --------------- | ---- | ---- | -------------- |
| 2018년   | 지방 선거 | 11대 | 도의원 | 제주 서귀포시 대천동·중문동·예래동 선거구 | 더불어민주당 | 7,973표 | \| \| 52.41% \| | 1위  |      | 초선, 민선 7기 |
|          | 52.41%    |      |        |                                           |              |         |                 |      |      |                |